# Wiki-Watch

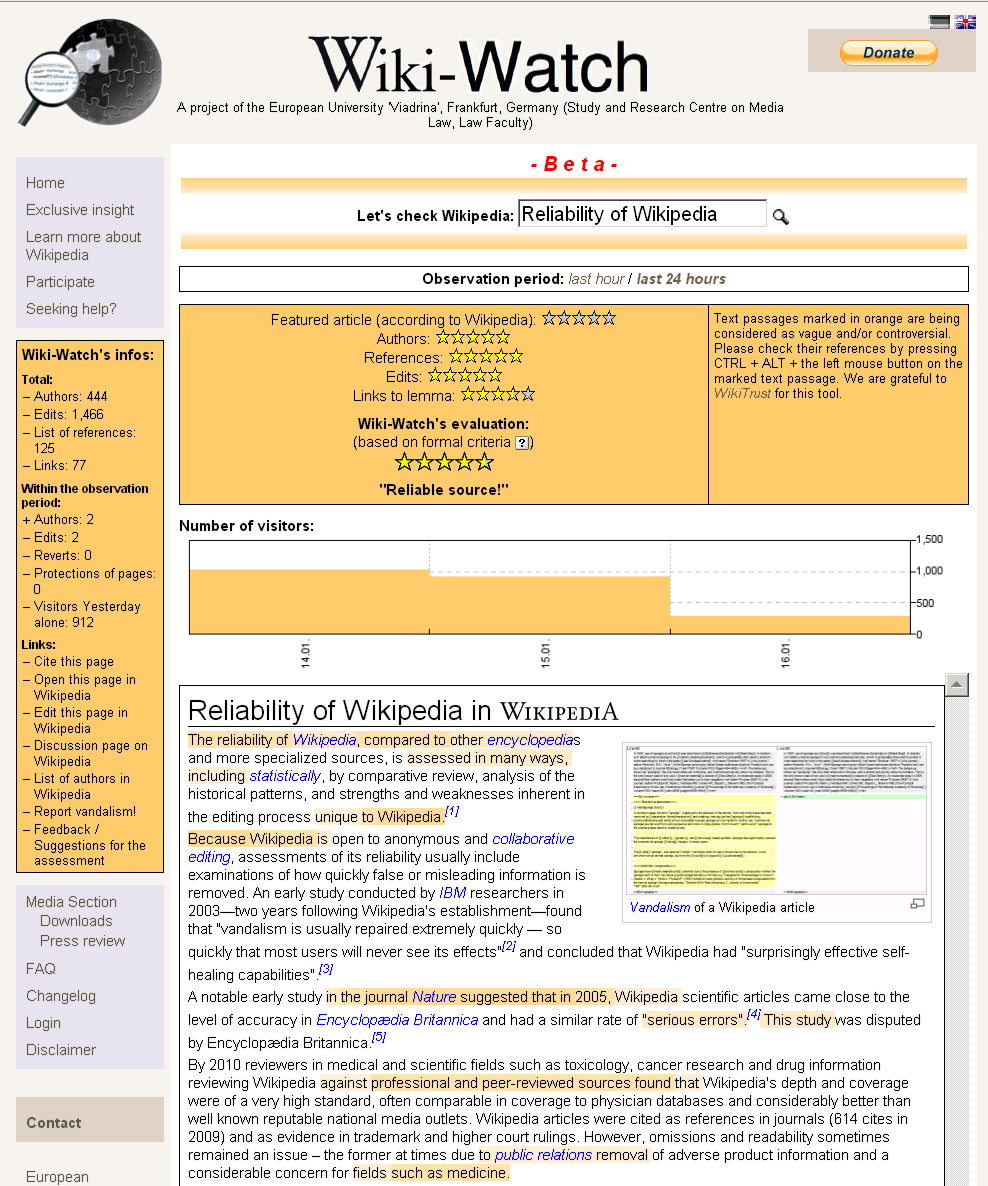

Wiki-Watch (oficjalnie Arbeitsstelle Wiki-Watch im „Studien- und Forschungsschwerpunkt Medienrecht” der Juristischen Fakultät der Europa-Universität Viadrina) – projekt Uniwersytetu Europejskiego Viadrina we Frankfurcie nad Odrą mający na celu wspieranie przejrzystości aktywności edycyjnej w Wikipedii i umożliwiający ocenę jakości artykułów w Wikipedii.
Wiki-Watch został opracowany na Uniwersytecie Viadrina we Frankfurcie nad Odrą, przez zespół pod kierownictwem Wolfganga Stocka, a następnie Johannesa Weberlinga.